# Paraswammerdamia albicapitella
Paraswammerdamia albicapitella é uma espécie de insetos lepidópteros, mais especificamente de traças, pertencente à família Yponomeutidae.
A autoridade científica da espécie é Scharfenberg, tendo sido descrita no ano de 1805.
Trata-se de uma espécie presente no território português.